# Cixius rara
Cixius rara är en insektsart som beskrevs av Tsaur 1991. Cixius rara ingår i släktet Cixius och familjen kilstritar. Inga underarter finns listade i Catalogue of Life.